# Indianapolis 500 in 1997
De 81e Indianapolis 500 werd gereden op maandag 26 en dinsdag 27 mei 1997. Het was de tweede keer dat de race op de kalender stond van het Indy Racing League kampioenschap en de vijfde race uit de IndyCar Series van 1996-1997. Het was de laatste keer dat de race georganiseerd werd door de USAC. De Nederlandse coureur Arie Luyendyk won de race voor de tweede en laatste keer in zijn carrière, nadat hij de race ook in 1990 had gewonnen.

## Startgrid
Arie Luyendyk won de kwalificatie en mocht in de race starten vanaf poleposition. Tijdens de oefenritten van 7 mei haalde hij een snelheid van 220,297 m/ph (354.53 km/h). Luyendyk werd daarmee de eerste coureur die de barrière van 220 m/ph overschreed.
| Rij | Binnen              | Midden             | Buiten           |
| --- | ------------------- | ------------------ | ---------------- |
| 1   | Arie Luyendyk       | Tony Stewart       | Vincenzo Sospiri |
| 2   | Robbie Buhl         | Scott Goodyear     | Jim Guthrie      |
| 3   | Jeff Ward           | Davey Hamilton     | Eliseo Salazar   |
| 4   | Buddy Lazier        | Eddie Cheever      | Robby Gordon     |
| 5   | Stéphan Grégoire    | Affonso Giaffone   | Kenny Bräck      |
| 6   | Buzz Calkins        | Jack Miller        | Mike Groff       |
| 7   | Roberto Guerrero    | Steve Kinser       | Robbie Groff     |
| 8   | Billy Boat          | Sam Schmidt        | Billy Roe        |
| 9   | Mark Dismore        | Tyce Carlson       | Marco Greco      |
| 10  | Dennis Vitolo       | Fermín Vélez       | Greg Ray         |
| 11  | Alessandro Zampedri | Claude Bourbonnais | Paul Durant      |
| 12  | Lyn St. James       | Johnny Unser       |                  |

## Race
De race stond gepland op zondag 25 mei, maar werd uitgesteld naar maandag wegens regen. Maandag ging de race van start. Vijf coureurs moesten de race al staken nog voor hij begonnen was. Tijdens de laatste opwarmronde voor de start was er een ongeval waar drie wagens bij betrokken waren; Stéphan Grégoire, Affonso Giaffone en Kenny Bräck moesten de race staken. Sam Schmidt en Alessandro Zampedri reden op dat moment de pitstraat binnen en ook zij moesten de race verlaten wegens mechanische problemen. Tony Stewart had in de allereerste ronde de leiding overgenomen van polesitter Arie Luyendyk. Na vijftien ronden werd de race weer gestaakt omdat het weer begon te regenen.
Het restant van de race werd op dinsdag afgewerkt. De race startte vanaf de zestiende ronde en kon uitgereden worden. Tony Stewart bleef tot de 62e ronde aan de leiding rijden, met uitzondering van ronde 51, toen Billy Boat een ronde aan de leiding reed. In de 63e ronde kwam Luyendyk weer aan de leiding van de race. Hij reed in totaal vijf verschillende keren aan de leiding, met een totaal van 61 ronden. Met nog twintig ronden te racen reed Jeff Ward aan de leiding. Elf ronden voor het einde werd de race geneutraliseerd, waarop Ward de pitstraat inreed voor een laatste tankbeurt. Luyendyk nam op dat moment de leiding van de race over en zijn teamgenoot Scott Goodyear kwam op de tweede plaats te liggen.
De laatste zes ronden waren hectisch. In de 194e ronde kon er weer geracet worden, maar de race werd een ronde later opnieuw geneutraliseerd om wat brokstukken op te ruimen. In de 197e ronde was de neutralisatie voorbij. Toen Luyendyk aan de 198e ronde begon, raakte Tony Stewarts wagen licht de buitenmuur, zonder veel schade want hij kon verder rijden. Desondanks gingen de lichten weer op geel en was de race opnieuw geneutraliseerd. Op het moment dat de allerlaatste ronde begon mocht er weer geracet worden, maar dat werd niet duidelijk gemaakt aan de coureurs en ook de gele lichten aan de zijkant van het circuit bleven te lang branden, waardoor de rijders niet doorhadden dat zij weer konden racen. Toen de coureurs doorkregen dat er met de groene vlag werd gezwaaid, ging iedereen terug op het gas. Luyendyk hield de leiding vast en won zijn tweede Indy 500 uit zijn carrière.
Na de race was er controverse omdat de wedstrijdleiding zo onhandig gehandeld had en de race werd mede daardoor vanaf 1998 georganiseerd door de Indy Racing League en niet meer door de USAC, die de race vanaf 1956 georganiseerd had.
| #                                                                              | Coureur                | Auto             | Team                   | Ronden | Opgave     |
| ------------------------------------------------------------------------------ | ---------------------- | ---------------- | ---------------------- | ------ | ---------- |
| 1                                                                              | Arie Luyendyk          | G-Force-Aurora   | Treadway Racing        | 200    |            |
| 2                                                                              | Scott Goodyear         | G-Force-Aurora   | Treadway Racing        | 200    |            |
| 3                                                                              | Jeff Ward (R)          | G-Force-Aurora   | Team Cheever           | 200    |            |
| 4                                                                              | Buddy Lazier           | Dallara-Aurora   | Hemelgarn Racing       | 200    |            |
| 5                                                                              | Tony Stewart           | G-Force-Aurora   | Team Menard            | 200    |            |
| 6                                                                              | Davey Hamilton         | G-Force-Aurora   | A.J. Foyt Enterprises  | 199    |            |
| 7                                                                              | Billy Boat (R)         | Dallara-Aurora   | A.J. Foyt Enterprises  | 199    |            |
| 8                                                                              | Robbie Buhl            | G-Force-Aurora   | Team Menard            | 199    |            |
| 9                                                                              | Robbie Groff (R)       | G-Force-Aurora   | McCormack Motorsports  | 197    |            |
| 10                                                                             | Fermín Vélez           | Dallara-Aurora   | Team Scandia           | 195    |            |
| 11                                                                             | Buzz Calkins           | G-Force-Aurora   | Bradley Motorsports    | 188    | Mechanisch |
| 12                                                                             | Mike Groff             | G-Force-Aurora   | Byrd/Cunningham Racing | 188    |            |
| 13                                                                             | Lyn St. James          | Dallara-Infiniti | Hemelgarn Racing       | 186    | Ongeval    |
| 14                                                                             | Steve Kinser (R)       | Dallara-Aurora   | Sinden Racing Services | 185    | Ongeval    |
| 15                                                                             | Dennis Vitolo          | Dallara-Infiniti | Beck Motorsports       | 173    |            |
| 16                                                                             | Marco Greco            | Dallara-Aurora   | Team Scandia           | 166    | Mechanisch |
| 17                                                                             | Vincenzo Sospiri (R)   | Dallara-Aurora   | Team Scandia           | 163    |            |
| 18                                                                             | Johnny Unser           | Dallara-Infiniti | Hemelgarn Racing       | 158    | Mechanisch |
| 19                                                                             | Tyce Carlson (R)       | Dallara-Aurora   | PDM Racing             | 156    | Ongeval    |
| 20                                                                             | Jack Miller (R)        | Dallara-Infiniti | Arizona Motorsports    | 131    | Ongeval    |
| 21                                                                             | Paul Durant            | G-Force-Aurora   | A.J. Foyt Enterprises  | 111    | Ongeval    |
| 22                                                                             | Billy Roe (R)          | Dallara-Aurora   | EuroInternational      | 110    | Ongeval    |
| 23                                                                             | Eddie Cheever          | G-Force-Aurora   | Team Cheever           | 84     | Mechanisch |
| 24                                                                             | Eliseo Salazar         | Dallara-Aurora   | Team Scandia           | 70     | accident   |
| 25                                                                             | Greg Ray (R)           | Dallara-Aurora   | Knapp Motorsports      | 48     | Mechanisch |
| 26                                                                             | Jim Guthrie            | Dallara-Aurora   | Team Blueprint Racing  | 43     | Mechanisch |
| 27                                                                             | Roberto Guerrero       | Dallara-Infiniti | Pagan Racing           | 25     | Mechanisch |
| 28                                                                             | Mark Dismore           | Dallara-Aurora   | PDM Racing             | 24     | Ongeval    |
| 29                                                                             | Robby Gordon           | G-Force-Aurora   | Team SABCO             | 19     | Brand      |
| 30                                                                             | Claude Bourbonnais (R) | Dallara-Aurora   | Team Blueprint Racing  | 9      | Mechanisch |
| 31                                                                             | Stéphan Grégoire       | G-Force-Aurora   | Chastain Motorsports   | 0      | Ongeval    |
| 32                                                                             | Affonso Giaffone (R)   | Dallara-Aurora   | Chitwood Motorsports   | 0      | Ongeval    |
| 33                                                                             | Kenny Bräck (R)        | G-Force-Aurora   | Galles Racing          | 0      | Ongeval    |
| 34                                                                             | Sam Schmidt (R)        | Dallara-Aurora   | Team Blueprint Racing  | 0      | Mechanisch |
| 35                                                                             | Alessandro Zampedri    | Dallara-Aurora   | Team Scandia           | 0      | Mechanisch |
| Gemiddelde snelheid : 234,686 km/h - Snelste ronde : Tony Stewart, 347,02 km/h |                        |                  |                        |        |            |
| Aantal neutralisaties : 14 (58 van de 200 ronden in totaal)                    |                        |                  |                        |        |            |